# Summer Reggae! Rainbow
Singles par Shuffle Units
Kiiroi Osora de Boom Boom Boom
(2000) Dancing! Natsu Matsuri
(2001)
 Summer Reggae! Rainbow  (サマーれげぇ！レインボー) est l'unique single du groupe temporaire 7-nin Matsuri (7人祭), sorti en 2001.

## Présentation
Le single sort le 4 juillet 2001 au Japon sur le label zetima, écrit et produit par Tsunku. Il atteint la 6e place du classement de l'Oricon, et reste classé pendant huit semaines, se vendant à 226 190 exemplaires durant cette période. 
C'est l'un des trois singles sortis simultanément dans le cadre de la deuxième édition des Shuffle Units du Hello! Project. Trois groupes temporaires, composés de divers artistes du H!P, sont créés le temps d'un unique single chacun, en compétition amicale pour les ventes de leur disque : 7-nin Matsuri, 10-nin Matsuri (avec Dancing! Natsu Matsuri), et 3-nin Matsuri (avec Chu! Natsu Party). C'est 3-nin Matsuri qui en vendra le plus, suivi de 7-nin.
La chanson-titre figurera avec celles des deux autres singles sur la compilation d'artistes du H!P Petit Best 2 ~3, 7, 10~ qui sortira en fin d'année, puis sur la compilation Hello! Project Shuffle Unit Mega Best de 2008. Elle sera parfois interprétée lors de concerts du H!P par différentes formations, à la suite des départs successifs de ses interprètes originaux au fil des ans.
Chaque shuffle unit de l'année a interprété sa propre version de la chanson en "face B", Hello! Mata Aō ne, sur son propre single. Une version interprétée par les vingt membres des trois groupes réunis figurera aussi sur la compilation Petit Best 2 ~3, 7, 10~.
Le clip vidéo de la chanson-titre figurera sur la vidéo (DVD et VHS, futur "Single V") en commun The 3, 7, 10nin Matsuri qui sortira le 29 août 2001, puis sur les versions DVD des compilations Petit Best 2 ~3, 7, 10~ et Shuffle Unit Mega Best.

## Membres
- Mari Yaguchi (Morning Musume)
- Maki Goto (Morning Musume)
- Ayaka Kimura  (Coconuts Musume)
- Lehua Sandbo (Coconuts Musume)
- Asami Kimura (Country Musume)
- Ayumi Shibata (Melon Kinenbi)
- Michiyo Heike (en solo)

## Liste des titres
1. Summer Reggae! Rainbow  (サマーれげぇ！レインボー?)
2. Hello! Mata Aō ne (7nin Matsuri version) (HELLO！また会おうね(7人祭 version)?)
3. Summer Reggae! Rainbow (Instrumental)  (サマーれげぇ！レインボー...?)